# Je t'aime, je t'aime, je t'aime (chanson)
Singles de Johnny Hallyday
Prends ma vie
(1974) Johnny Rider
(1974)
Je t'aime, je t'aime, je t'aime est une chanson de Johnny Hallyday, sortie en 1974 (en single et sur l'album Je t'aime, je t'aime, je t'aime).

## Développement et composition
La chanson a été écrite par Michel Mallory et Jean Renard et produite par Jean Renard,

## Liste des pistes
Single 7" / 45 tours Philips 6009 510 (1974, France etc.)
A. Je t'aime, je t'aime, je t'aime (4:24)
B. Danger d'amour (3:40),

## Réception
Le titre s’écoule à plus de 250 000 exemplaires en France.

### Classements hebdomadaires
| Classement (1974) | Meilleure position |
| ----------------- | ------------------ |
| France            | 6                  |